# فجرو
فجرو (بالإنجليزية: Fugro)‏ هي شركة هولندية متعددة الجنسيات مقرها في لايدسخيندام في هولندا. تعمل في مجال المساحة وأبحاث التربة وهي متخصصة في البيانات الجغرافية في العالم، تجمع وتحلل معلومات شاملة عن الأرض والهياكل المبنية عليها.
يعمل في الشركة ما يقارب من 10,000 شخص في 65 دولة، وتخدم الشركة عملائها في جميع أنحاء العالم غالبا في صناعات الطاقة والبنية التحتية، سواء في البحر أو في البر. في عام 2018، بلغت الإيرادات 1.65 مليار يورو. يتولى مارك هاين منصب الرئيس التنفيذي ورئيس مجلس الإدارة.

## التاريخ
كورنليس "كيس جوسترا " أسس فجرو في 2 مايو 1962 شركة هندسيّة ل مؤسسة تكنولوجيا وتربة ميكانيكا"في إنغنيورسبو هولنديّة. في أعقاب أزمة الطاقة في السبعينيات، توقفت الأعمال التجارية في الخارج. وأدى ذلك إلى استحواذ منافستها الرئيسية، ماكليلاند، على فوغرو - ماكليلاند في تشرين الأول/أكتوبر 1987. ومنذ ذلك الحين، اتبعت فوغرو بقوة سياسة شراء نشطة من أجل الحصول على أحدث التكنولوجيا وزيادة حصتها في السوق.
وفي أبريل 1992، تم الإعلان عن فوغرو في بورصة أمستردام. وفي عام 2003، اشترت شركة فوغرو شركة «تاليس جيوسسوليونس» بمبلغ 147.5 مليون يورو، وهو أكبر عملية استحواذ لها حتى الآن. في سبتمبر 2012، استحوذت سي‌جي‌جي‌فرتياس على قسم العلوم الجيولوجية في فوغرو مقابل 1.2 مليار يورو.
وفي حزيران/يونيه 2014، منح المكتب الأسترالي لسلامة النقل فوغرو العقد لإجراء البحث عن الرحلة 370 التابعة للخطوط الجوية الماليزية، التي اختفت في 8 آذار/مارس 2014. وفي آب/أغسطس 2014، منحت عقدا إضافيا لنشر سفينتين متخصصتين. وبلغت قيمة العقد 39 مليون دولار أسترالي واستمر حتى أغسطس 2016. وكان لدى فوغرو حوالي 200 موظف و3 سفن بحث مخصصة للبحث عن MH370.
اشترت فوغرو تقنية المحاكاة الاقتصادية للنمذجة الآلية للمراقبة عن بعد (ROAMES) من شركة إرغون للطاقة في عام 2014.
في يناير 2015، زادت رويال بوسكاليس وستمنستر من أسهمها في فوغرو إلى 20.1٪.

## المناطق
- أمريكا
- آسيا والمحيط الهادئ وأستراليا
- أوروبا وأفريقيا
- الشرق الأوسط والهند

## خطوط الأعمال
لدى فجرو أربعة خطوط عمل:
- توصيف الموقع البحري
- توصيف موقع الأرض
- سلامة الأصول البحرية
- سلامة أصول الأرض